# 马里国徽
馬里國徽（法語：Emblème du Mali）由一個淺藍色圓形組成，中央圖案為一座清真寺，清真寺上方有一隻雀鳥，而下方則是兩把弓箭和一轮正在上升的太陽。
現行國徽樣式於1973年10月20日正式通過。此圖案於1982年馬里獨立22年後被採用為國徽，以取代1961年使用的第一代国徽。

## 歷史
1960年8月，馬里聯邦隨著塞內加爾宣布退出該聯邦而解散，馬里因而成為一個獨立國家。不久後，马里共和国設計了第一代國徽，樣式除了顏色不同外便與現時的設計幾乎相同。其中舊國徽的背景顏色是紅色，並以一個中等寬度的綠邊圍繞著。尔后，根据1973年10月20日马里國家解放軍事委員會第56號法令，图案相比之下简洁明了的新国徽，在历经9年之久的争议后，于1982年10月28日正式启用。

## 象徵意義
馬里國徽中，位於國徽中央的清真寺图案为傑內大清真寺，它代表了該國約94.8%人口所信仰的主要宗教伊斯蘭教。而清真寺上方的雀鳥雖然在物種歸屬上仍存有爭議，但是當時的第56號法令曾經表示該鳥為源自當地民間傳說之一隻「非常有名的禿鷲」，另外其他資料則主張他實際上只是一隻象徵著和平的白鴿。位於傑內大清真寺下方有兩把弓箭，而國徽最下方則有一轮正在升起的太陽。此外，馬里国徽上的法文国家格言「一個民族，一個目標，一個信仰」（Un Peuple, Un But, Une Foi）與塞內加爾的国家格言完全相同，這句銘言同樣也出现在塞內加爾國徽上。

### 引用
1. ↑  Baker, Kathleen M. . . 大英百科全書公司.   [2014年12月19日]. （原始内容存档于2015年3月20日） （英语）.
2. 1 2 3  Minahan, James. . Greenwood Press. 2009年12月1日: 第865頁  [2014年12月19日]. ISBN 9780313345005 （英语）.
3. 1 2  . 哥倫比亞大學非洲法律中心. 1974年: 第281頁  [2014年12月19日]. （原始内容存档于2014年12月19日） （英语）.
4. ↑  Smith, Whitney. . McGraw-Hill. 1975年: 第257頁  [2014年12月19日]. ISBN 9780070590939. （原始内容存档于2014年12月19日） （英语）. Mali has never adopted a coat of arms.  lts seal, used on official papers, bears the national motto.
5. ↑  Miles, William F. S. (编). . Lynne Rienner Publishers. 2007年: 第95頁  [2014年12月19日]. ISBN 9781588265272 （英语）.
6. 1 2  O'Toole, Thomas. . Visual geography series. Lerner Publications. 1990年: 第33頁  [2014年12月19日]. ISBN 9780822518693. （原始内容存档于2014年12月19日） （英语）.
7. ↑  . The World Factbook. 中央情報局.   [2014年12月19日]. （原始内容存档于2015年11月10日） （英语）.
8. ↑  Dorling Kindersley 2008，第75頁.
9. ↑  Briggs, Geoffrey. . Viking Press. 1974年: 第84頁  [2014年12月19日]. （原始内容存档于2014年12月19日） （英语）.
10. ↑  Dorling Kindersley 2008，第76頁.